# Vitbukig kungsfiskare
Vitbukig kungsfiskare (Corythornis leucogaster) är en fågel i familjen kungsfiskare inom ordningen praktfåglar.

## Utseende och läte
Vitbukig kungsfiskare är en liten och vacker kungsfiskare i blått, rostrött och vitt. Noterbart är en vit strimma som löper nerför undersidan från strupen till undersidan av stjärten. Lätet är ett hårt "tshik" som ofta avges i flykten. 

## Utbredning och systematik
Vitbukig kungsfiskare förekommer i Afrika och delas upp i tre underarter:
- C. l. bowdleri – tropiska Guinea till Mali och Ghana
- C. l. leucogaster – Nigeria till södra Kamerun, Bioko, Gabon och nordvästra Angola
- C. l. robertsi – östra Kongo-Kinshasa till södra Uganda och nordvästra Zambia

## Levnadssätt
Vitbukig kungsfiskare hittas inne i regnskog intill rinnande vattendrag och dammar. Där är den ensamlevande och tillbakadragen i sitt levnadssätt. 

## Status och hot
Arten har ett stort utbredningsområde, men tros minska i antal, dock inte tillräckligt kraftigt för att den ska betraktas som hotad. Internationella naturvårdsunionen IUCN listar arten som livskraftig (LC).